# Kedungmentawar
Kedungmentawar is een bestuurslaag in het regentschap Lamongan van de provincie Oost-Java, Indonesië. Kedungmentawar telt 1332 inwoners (volkstelling 2010).